# RUR-5 ASROC
RUR-5 АSRОC (англ. ASROC — Anti-Submarine ROCket) — противолодочная ракета разработки США. Является одним из основных средств поражения ПЛ для надводных кораблей американских ВМС с 1961 года. Применяется также в ВМС Канады, Германии, Италии, Японии, Тайваня, Греции, Пакистана и других стран.
В настоящее время в ВМФ США заменена на RUM-139 VLA, но состоит на вооружении ВМФ других стран.
Существует также SUBROC — вариант этой системы для применения с ПЛ.

## История
Ракета проектировалась инженерами-конструкторами испытательной станции Главного управления вооружения ВМС США в Чайна-Лейк как оружие, способное обеспечить уничтожение подводной лодки на дальности, соответствующей дальности обнаружения нового американского сонара AN/SQS-23 (около 9 км).

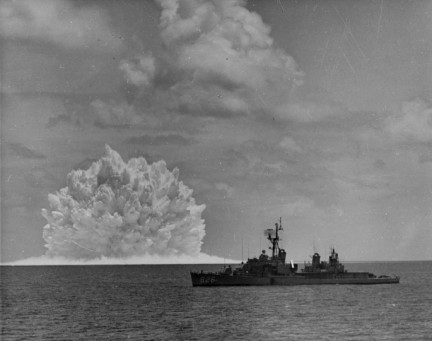
Взрыв ядерной боеголовки RUR-5A

Единственное испытание АСРОК с ядерной боеголовкой произошло 11 мая 1962 года на одном из тихоокеанских ядерных полигонов. Пуск бы произведён с эсминца «Агерхольм» (англ. USS Agerholm (DD-826)).
К 1993 году ракета была снята с вооружения в США и заменена модификацией VLA, предназначенной для вертикального пуска из установки Mk 41, но находится на вооружении ВМФ некоторых других стран. Последними американскими кораблями, вооружёнными ракетой, были эсминцы типа «Спрюэнс». Ядерная боеголовка W44 была снята с вооружения в сентябре 1989 года.

## Конструкция пусковой установки

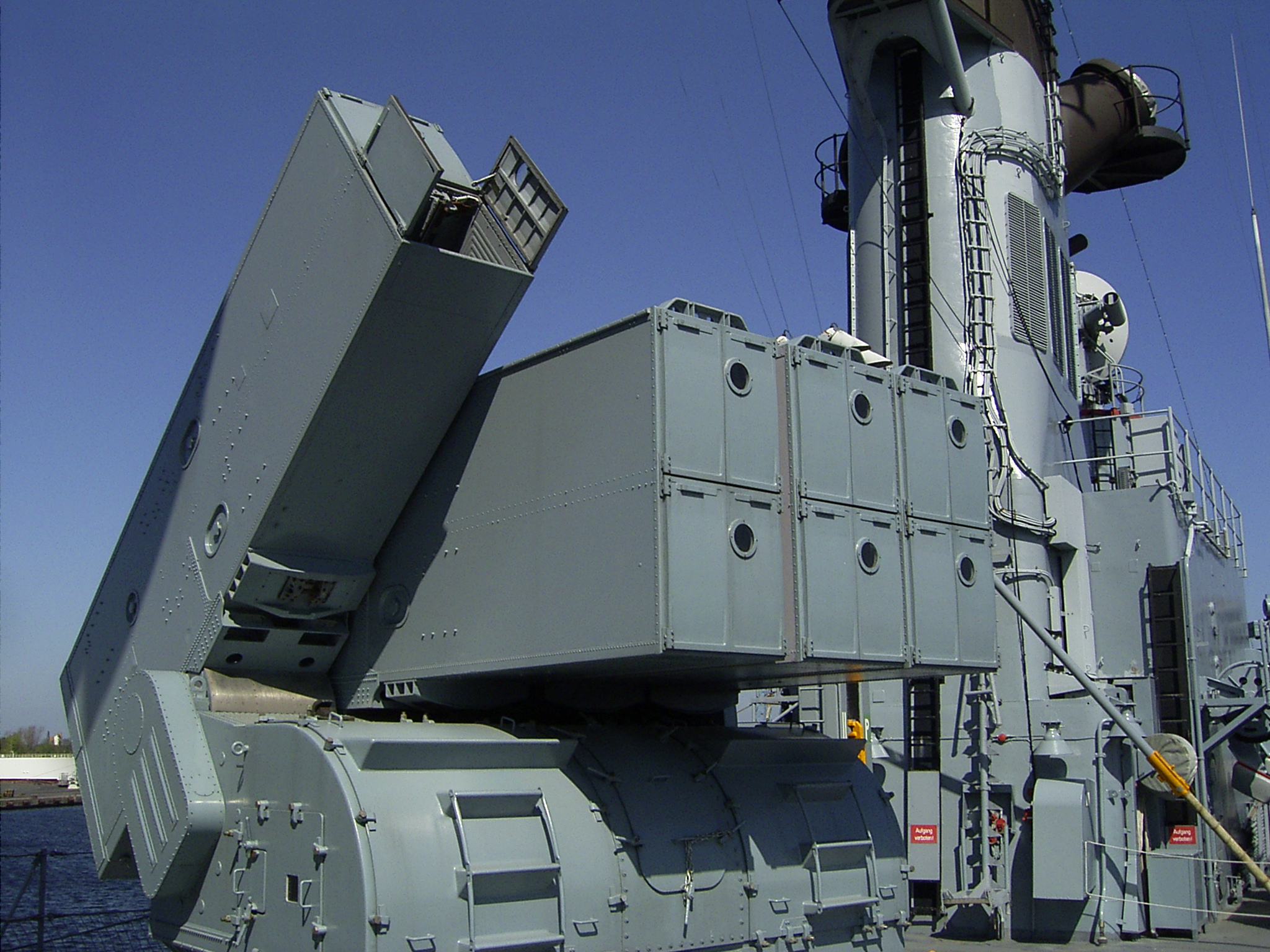
Восьмиконтернейная ПУ Mk 16 ПЛУР ASROC

Пусковая установка Mk 16 поворотная, контейнерного типа. Запуск производится из позиции с фиксированным возвышением 45°. Каждая пара находящихся друг над другом контейнеров поднимается в позицию пуска одновременно. Дальность стрельбы определяется временем отделения боевой части от ракеты-носителя.
На фрегатах типа «Нокс» две ячейки пусковой установки были модифицированы для пуска противокорабельной ракеты «Гарпун».
Ракета могла также запускаться с американской двухбалочной пусковой установки Mk 26 и пусковой установки Mk 10 итальянского крейсера «Витторио Венето».

## Конструкция ракеты
Противолодочная ракета «Asroc» состоит из боевой части и тандемно расположенного за ней твердотопливного ракетного двигателя, соединенных переходником (промежуточным отсеком), в котором находятся реле времени (управляющие выключением и отделением двигательного отсека) и тормозной парашют. Маршевый двигатель имеет тягу 5000 кгс. Для обеспечения стабилизации в полете ракета снабжена стабилизаторами, расположенными в хвостовой части ракетного двигателя и на переходнике. В качестве боевой части может использоваться малогабаритная противолодочная торпеда, а также ядерная глубинная бомба с зарядом мощностью от 1 до 20 кт.

## Модификации
В зависимости от типа боевой части известны следующие модификации ракеты:
- RUR-5a Mod.3 — с торпедой Mk44;
- RUR-5a Mod.4 — с торпедой Mk46;
- RUR-5a Mod.5 — с ядерной глубинной бомбой Mk17.

## Тактика применения
После запуска с корабля носителя, RUR-5 совершает полет по баллистической траектории, после старта ракета автономна и её траектория с носителя не корректируется. Дальность стрельбы определяется временем горения твердотопливного заряда маршевого двигателя, которое вводится в реле времени перед пуском.
В расчетной точке траектории отделяется маршевый двигатель, а боевая часть с переходником продолжает полет к цели. При применении в качестве боевой части торпеды Mk44 торможение боевой части на этом участке траектории производится тормозным парашютом диаметром 1,8 м.
Непосредственно перед погружением переходник отделяется и боевая часть входит в воду, при этом отделяется парашют, и при применении в качестве боевой части торпеды запускается её двигатель.
После выхода на заданную глубину торпеда производит поиск цели. Если цель на первом круге не обнаружена, она продолжает поиск на нескольких уровнях глубины, погружаясь по заранее установленной программе.
После обнаружения цели торпеда идет на сближение с ней. Ограниченные скорость и дальность хода торпеды Mk44 обеспечивают возможность использования её против подводных лодок, идущих со скоростью не более 24 узлов.

## Корабли — носители
- Фрегаты типа «Гарсия» (Бразилия)
- Фрегаты типа «Нокс» (Канада, Египет, Греция)
- Фрегаты типа «Адамс» (Германия, Греция)
- Эсминцы типа FRAM I (Греция)
- Эсминцы типа «Спрюэнс» (США)
- Эсминцы типа «Сиранэ»  (Япония)
- Эсминцы типа «Асагири» (Япония)
- Эсминцы типа «Хатакадзе» (Японии)
- Эсминцы типа «Тиканами» (Япония)
- Эсминцы типа «Хацуюки» (Япония)
- Эсминцы типа «Мусарамэ» (Япония)